# Crypsicometa
Crypsicometa là một chi bướm đêm thuộc họ Geometridae.

## Các loài
- Crypsicometa incertaria (Leech, 1891)